# Vegetação da Polônia

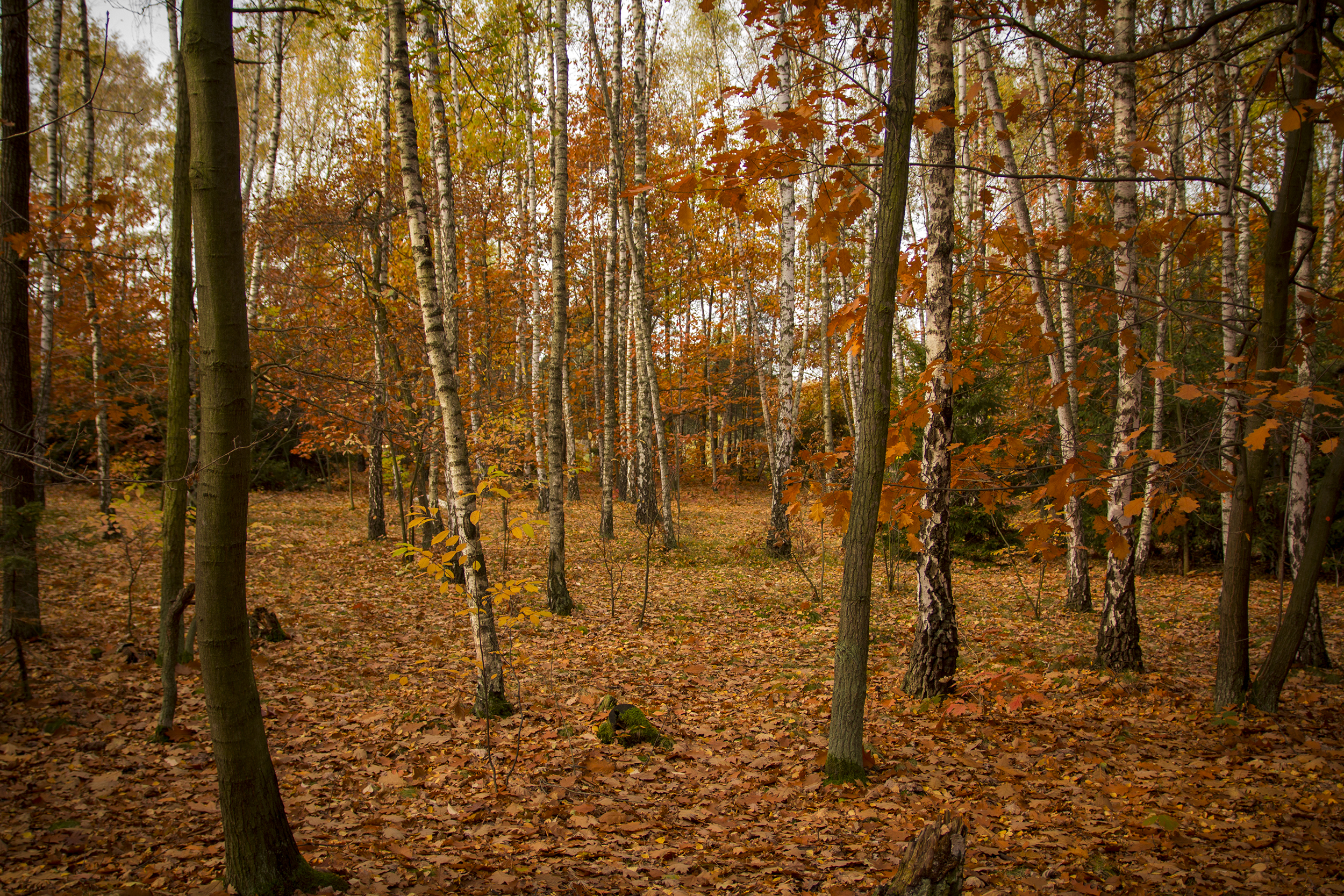
Comuna de Izabelin, Polônia

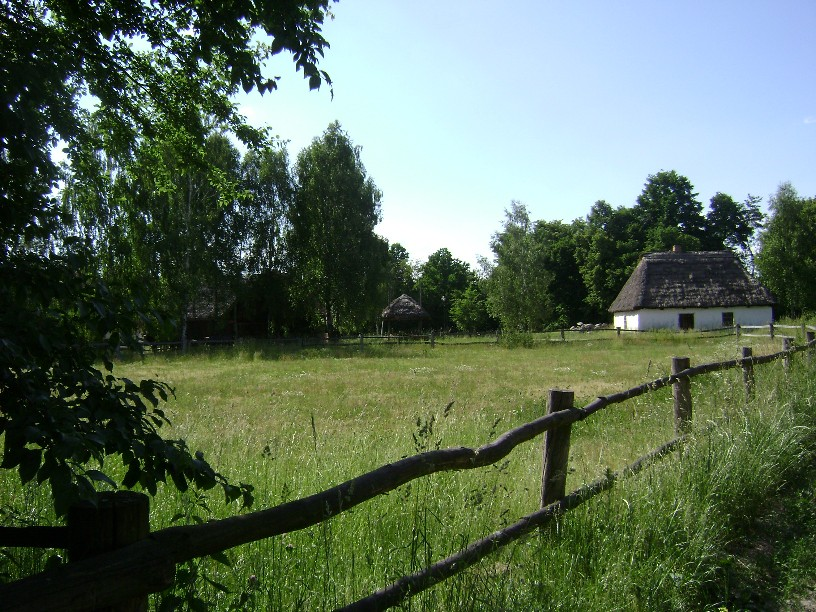
Área rural na Polônia

A Vegetação da Polônia é uma mistura fascinante de florestas, campos agrícolas e áreas úmidas, cada uma desempenhando um papel importante na ecologia e economia do país. É uma vegetação diversificada e influenciada por fatores geográficos, climáticos e humanos. Este país da Europa Central apresenta uma variedade de tipos de vegetação, desde densas florestas até vastos campos agrícolas e áreas úmidas. A conservação e o manejo responsável desses recursos naturais são essenciais para garantir um ambiente saudável e sustentável para as gerações futuras.

## Características
Esses são os principais tipos de vegetação encontrados na Polônia:
1. Florestas: As florestas cobrem uma parte significativa da Polônia, especialmente nas regiões do leste e do sul do país. As florestas de coníferas, como pinheiros e abetos, são predominantes nessas áreas, especialmente nos Montes Cárpatos e nos Planaltos da Pequena Polônia. As florestas de folhas caducas, que incluem carvalhos, faia e bétula, também são comuns em muitas partes do país, especialmente nas Planícies da Pequena Polônia e na Região dos Lagos da Masúria.
2. Campos Agrícolas: As vastas planícies da Polônia são usadas extensivamente para agricultura. Campos de cereais, como trigo, cevada e aveia, são comuns nessas áreas e contribuem significativamente para a produção agrícola do país. Os campos agrícolas também são pontilhados por pomares de frutas, vinhas e pastagens para o gado.
3. Áreas Úmidas: A Polônia possui várias áreas úmidas importantes, incluindo pântanos, turfeiras e zonas de várzea. Os Pântanos de Biebrza, no nordeste do país, são uma das maiores áreas úmidas da Europa e abrigam uma variedade impressionante de vida selvagem, incluindo aves aquáticas, mamíferos e plantas aquáticas. As áreas úmidas desempenham um papel vital na filtragem da água, na regulação do clima e na proteção da biodiversidade.
4. Parques Nacionais e Reservas Naturais: A Polônia abriga várias áreas protegidas, como parques nacionais e reservas naturais, que desempenham um papel crucial na conservação da flora e fauna do país. O Parque Nacional Białowieża, por exemplo, é conhecido por ser uma das últimas áreas remanescentes de floresta virgem na Europa e abriga uma população significativa de bisões europeus, além de uma grande variedade de espécies vegetais e animais.
5. Influência Humana: A paisagem vegetal da Polônia também é moldada pela intervenção humana, incluindo o desmatamento, a agricultura intensiva e o desenvolvimento urbano. O manejo sustentável dos recursos naturais é fundamental para garantir a conservação da vegetação polonesa e a proteção dos ecossistemas frágeis do país.